# Олександрія (Камінь-Каширський район)
Олександрі́я — село в Україні, у Сошичненській громаді Камінь-Каширського району Волинської області. Населення становить 151 особу.

## Географія
Село розташоване на правому березі річки Турії.

## Історія
У 1906 році село Сошичненської волості Ковельського повіту Волинської губернії. Відстань від повітового міста 32 верст, від волості 4. Дворів 31, мешканців 208.

## Населення
Згідно з переписом УРСР 1989 року чисельність наявного населення села становила 246 осіб, з яких 110 чоловіків та 136 жінок.
За переписом населення України 2001 року в селі мешкало 195 осіб.

### Мова
Розподіл населення за рідною мовою за даними перепису 2001 року:
| Мова       | Відсоток |
| ---------- | -------- |
| українська | 99,48 %  |
| білоруська | 0,52 %   |